# Зарайское (Львовская область)
Зарайское (укр. Зарайське) — село в Новокалиновской городской общине Самборского района Львовской области Украины.
Население по переписи 2001 года составляло 216 человек. Занимает площадь 7,25 км². Почтовый индекс — 81426. Телефонный код — 3236.